# من الصعب أن تكون إلها (فلم 1989)
من الصعب أن تكون إلها هو فيلم خيال علمي سوفيتي- فرنسي- سويسري- ألماني من إخراج بيتر فلايشمان وبطولة ألكسندر فلبينكو، إدوارد سينتارا، هوغز كويستر، كريستين كاوفمان وأندريه بولتنيف، عرض الفيلم لأول مرة في 12 سبتمبر 1989.

## روابط خارجية
- مقالات تستعمل روابط فنية بلا صلة مع ويكي بيانات